# Jeffrey Quartier
Jeffrey Quartier (Paramaribo, 17 december 1984) is een Surinaams schrijver van gedichten, liedjes en kinderverhalen. Hij won in 2003 twee prijzen tijdens een poetry convention in de Verenigde Staten. In 2006 werd hij derde met zijn lied Still mine tijdens SuriPop XIV. In 2021 schreef hij kinderverhalen voor de podcast Arki Wan Tori.

## Biografie
Jeffrey Quartier begon op zijn vijftiende met het schrijven van gedichten. Enkele jaren later, in 2003, kreeg zijn dichterscarrière een vliegende start doordat hij twee prijzen verwierf tijdens een poetry convention van de International Society of Poets in Washington D.C. Zijn gedichten werden hierna opgenomen in The Colours of Life en in gedichtenbundels van iAERN (International Education and Resource Network) en Schrijversgroep '77. In eigen beheer bracht hij twee bundels uit: "Imagine...." "A rose" "On the dance floor" and other poems en daarna When words poured blissfully from my muse. Hij trad twee keer op tijdens Carifesta en gaf hij in 2004 een optreden als Aankomend Surinaams schrijverstalent tijdens het Internationaal Literatuurfestival 1001 Identiteiten.
Rond diezelfde tijd begon hij aan de studie Bedrijfseconomie aan de Hogeschool Inholland en werkte in de periode 2007-2011 als assistent-productiemanager bij CKC BEM NV. In 2012 trad hij aan als filmmanager voor  TBL Cinemas in Paramaribo.
In 2004 deed hij voor de eerste keer mee aan het componistenfestival SuriPop en had toen geen succes. Tijdens SuriPop XIV in 2006 dong hij opnieuw mee voor een prijs en werd zijn inzending Still mine tijdens de finale verkozen tot derde. Het werd gezongen door Bryan Muntslag. In 2012 bereikte hij opnieuw de finale van het festival, met zijn lied Hor' pasensi. Het werd gezongen door Serge Guds,  maar behaalde geen plek bij de laatste drie. Beide nummers werden gearrangeerd door Sonny Khoeblal.
Ondertussen vielen in 2011 twee van zijn gedichten in de prijzen tijdens schrijfwedstrijden ter gelegenheid van de 150e geboortedag van Rabindranath Tagore, met een 2e en 3e plaats. Hij zat ook meerdere malen in jury van de Surinaamse editie van de schrijfwedstrijd Write Now!. In 2021 was hij een van de schrijvers die de kinderverhalen schreven voor de podcast Arki Wan Tori.